# Pallacanestro agli Island Games 2001 - Torneo femminile
Il torneo di pallacanestro femminile agli Island Games 2001, si è svolto sull'Isola di Man, ed ha visto l'affermazione delle Isole Cayman.

## Svolgimento

### Classifica
| Team         | Pts. | V - P | Pf - Ps   |
| ------------ | ---- | ----- | --------- |
| Isole Cayman | 8    | 4 - 1 | 338 - 221 |
| Gibilterra   | 8    | 4 - 1 | 318 - 194 |
| Rodi         | 8    | 4 - 1 | 297 - 207 |
| Guernsey     | 4    | 2 - 3 | 228 - 262 |
| Jersey       | 2    | 1 - 4 | 150 - 295 |
| Isola di Man | 0    | 0 - 5 | 149 - 301 |

### Finali
3º - 4º posto
| Isola di Man 2001 | Guernsey | 58 – 52 | Rodi |  |

1º - 2º posto
| Isola di Man 2001 | Gibilterra | 61 – 70 | Isole Cayman |  |

## Classifica
| Oro     | Isole Cayman |
| Argento | Gibilterra   |
| Bronzo  | Guernsey     |
| 4.      | Rodi         |
| 5.      | Jersey       |
| 6.      | Isola di Man |

## Fonti
- IslandGames.net: 2001 basketball results (PDF), su islandgames.net. URL consultato il 30 aprile 2018 (archiviato dall'url originale il 7 ottobre 2007).